# Shelley Duvallová
Shelley Alexis Duvallová, nepřechýleně Duvall (7. července 1949 Fort Worth – 11. července 2024 Blanco), byla americká herečka a televizní producentka, známá ztvárněním výrazných, často výstředních filmových postav. Je držitelkou několika ocenění, včetně Ceny filmového festivalu v Cannes, Peabody Award a nominace na Filmovou cenu Britské akademie a dvou ocenění Emmy.
Pro filmové plátno Duvallovou objevil režisér Robert Altman, s nímž spolupracovala na několika filmech v 70. a 80. letech. Proslavila se zejména hlavní rolí Olive Oylové v Altmanově filmu Pepek námořník (v originále Popeye) (1980) a rolí v hororu Stanleyho Kubricka Osvícení (v originále The Shining) (1980), kde ztvárnila hlavní hrdinku Wendy Torrance.
V druhé polovině 80. let se věnovala produkci televizních programů pro děti a mládež, které jí v roce 1988 vysloužily nomianci na cenu Emmy.
V 90. letech se věnovala herectví jen sporadicky a po posledním filmu Manna from Heaven (tj. „Mana z nebe“) (2002) odešla do hereckého důchodu. Duvallová se po mnoho let držela mimo veřejný prostor a chránila si své soukromí, ale její zdravotní problémy si nakonec vysloužily značnou mediální pozornost. Po dvacetileté přestávce se Duvallová vrátila k herectví v hororu s názvem The Forest Hills.

## Dětství a mládí
Shelley Alexis Duvallová se narodila 7. července 1949 ve Fort Worth v Texasu  jako první dítě realitní makléřky Bobbie Ruth Crawford (rozené Massengale, 1929–2020) a Roberta Richardsona „Bobbyho“ Duvalla (1919–1994), dražitele dobytka, z něhož se stal právník (nezaměňovat s hercem Robertem Duvallem, s nímž Shelley není blízce příbuzná). Duvallová má tři mladší bratry: Scotta, Shanea a Stewarta.
Kvůli práci svého otce strávila Duvallová první roky života na různých místech po celém Texasu. Teprve když jí bylo pět let, rodina se usadila v Houstonu. Duvallová byla energické dítě, od mládí se zajímala o vědu a jako teenager toužila stát se vědkyní. Po absolvování Waltrip High School v roce 1967 Duvallová prodávala kosmetiku a studovala na South Texas Junior College, kde se specializovala na výživu a výživovou terapii.

## Osobní život
V roce 1970 si Duvallová vzala za muže umělce Bernarda Sampsona. Manželství se však rozpadalo, jak narůstala herecká kariéra Duvallovové, což vedlo v roce 1974 k rozvodu. Během natáčení filmu Annie Hall v New Yorku v roce 1976 se Duvallová seznámila se zpěvákem a skladatelem Paulem Simonem. Žili spolu jen dva roky. Jejich vztah skončil, když Duvallová představila Simonovi svou přítelkyni, herečku Carrie Fisher. Fisher se pak dala se Simonem dohromady. Od roku 1989 byla Duvallová ve vztahu s hudebníkem a bývalým zpěvákem Breakfast Club Danem Gilroyem. Pár začal svůj vztah při společném účinkování v show kanálu Disney Channel Mother Goose Rock 'n' Rhyme, kterou Duvallová také produkovala.
Po zemětřesení v Northridge v roce 1994 se Duvallová přestěhovala ze svého domova v Los Angeles do Blanca v Texasu. V roce 2002 ukončila po 32 letech v oboru svou hereckou kariéru.
V listopadu 2016 Duvallová poskytla rozhovor pro denní talk show Phila McGrawa Dr. Phil. Po odvysílání tohoto pořadu USA Today oznámily, že Duvallová zřejmě trpí duševní chorobou, což se setkalo s výraznou kritikou ze strany veřejnosti. Vivian Kubrick, dcera režiséra Stanleyho Kubricka, zveřejnila otevřený dopis Dr. Philovi na Twitteru a herečka Mia Farrow na Twitteru uvedla, že je „znepokojující a neetické zneužívat Shelley Duvallovou v tak zranitelném období jejího života“. V únoru 2021 Seth Abramovitch píšící pro The Hollywood Reporter požádal Duvallovou o rozhovor, protože nechtěl, aby McGrawova necitlivá show byla posledním svědectvím o jejím odkazu.
Zemřela 11. července 2024 ve spánku ve svém domě ve městě Blanco v Texasu. Příčinou úmrtí byly komplikace spojené s cukrovkou.

## Kariéra

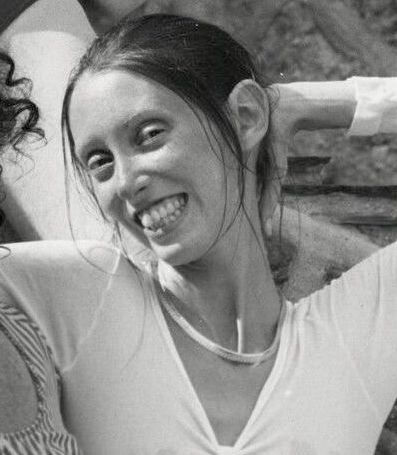
V roce 1975

### 1970–1976: Časné role
Kolem roku 1970 se Duvallová na večírku seznámila s Robertem Altmanem, který natáčel v Texasu černou komedii Brewster McCloud (1970) a následně jí nabídl roli v tomto filmu. Duvallová nikdy neopustila Texas, ale když jí Altman roli nabídl, odletěla do Hollywoodu a následně se objevila ve filmu jako svobodomyslná láska samotářského Brewstera, kterého hrál Bud Cort.
Altman si následně vybral Duvallovou pro roli nespokojené nevěsty na objednávku ve filmu McCabe & Mrs. Miller (1971) a roli dcery trestance a milenky Keitha Carradina ve filmu Thieves Like Us (tj. „Zloději jako my“ ) (1974). Objevila se jako fanynka v Altmanově komedii Nashville (1975), která slavila komerční úspěch, a jako sympatická žena z Divokého západu ve filmu Buffalo Bill and the Indians or Sitting Bull's History Lesson (tj. „Buffalo Bill a indiáni aneb hodina dějepisu Sedícího býka“) (1976). Ve stejném roce si Duvallová zahrála Bernice, bohatou dívku z Wisconsinu v adaptaci povídky F. Scotta Fitzgeralda Berenika stříhá vlasy (v originále Bernice Bobs Her Hair) (1976). Také moderovala večerní show Saturday Night Live.

### 1977–1980: Úspěch a uznání
V roce 1977 hrála Duvallová Mildred "Millie" Lammoreaux v psychologickém thrilleru Roberta Altmana 3 Women (tj. „3 ženy“). Ztvárnila zde ženu žijící v ponurém kalifornském pouštním městě. Přestože film nebyl velkým kasovním trhákem, získal uznání kritiky. Duvallová získala cenu za nejlepší herečku na filmovém festivalu v Cannes 1977 a cenu LAFCA za nejlepší herečku a také nominaci na nejlepší herečku za hlavní roli na Filmových cenách Britské Akademie. Poté se objevila v menší roli (jako spisovatelka pro Rolling Stone) ve filmu Woodyho Allena Annie Hall (1977).
Další rolí Duvallové byla Wendy Torrance ve filmu Osvícení (v originále The Shining) (1980) v režii Stanleyho Kubricka. Jack Nicholson v dokumentu Stanley Kubrick: Život v obrazech uvádí, že s Kubrickem bylo skvělé pracovat, ale při práci s Duvallovou byl „jiným režisérem“. Scénář filmu se měnil tak často, že Nicholson přestal číst jednotlivé verze. Kubrick s Duvallovou se často hádali a Kubrick kladl na Duvallovou vyčerpávající nároky, např. scéna s baseballovou pálkou se odehrála 127krát. Poté Duvallová věnovala Kubrickovi chomáče svých vlasů, které jí vypadaly kvůli extrémnímu stresu při natáčení. Řekla, že během posledních devíti měsíců natáčení role vyžadovala, aby plakala 12 hodin denně, pět nebo šest dní v týdnu, a „bylo velmi těžké být hysterická po tak dlouhou dobu“.
Přestože Duvallová dostala za svůj výkon široké uznání, role ve filmu Osvícení byla původně nominována na cenu Zlaté maliny (v originále Golden Raspberry) pro nejhorší herečku a Maureen Murphy, spoluzakladatelka Golden Raspberry v roce 2022 uvedla, že lituje, že Duvallovou na cenu nominovala. Dne 31. března 2022 výbor Razzie oficiálně zrušil její nominaci s odůvodněním: „Od té doby jsme zjistili, že výkon Duvallové byl ovlivněn tím, jak se k ní Stanley Kubrick během natáčení choval.“
V roce 1980 obsadil Robert Altman Duvallovou do hlavní role Olive Oylové po boku Robina Williamse ve filmové adaptaci filmu Pepek námořník (v originále Popeye). Film byl komerčně úspěšný, ale získal negativní recenze. Duvallovou však za její výkon kritici chválili. Desítky let po svém uvedení se film dočkal pozitivního přehodnocení. Filmový kritik Roger Ebert uvedl, že to byla role, pro kterou se herečka narodila.

### 1981–1992
Následovala role Pansy ve filmu Terryho Gilliama Zloději času (v originále Time Bandits) (1981). Krátce před uvedením filmu se proslýchalo, že se Duvallová a herec Stanley Wilson (který ztvárnil městského holiče v Pepkovi námořníkovi) mají brát. Žádné další zprávy však zveřejněny nebyly. V roce 1982 Duvallová uváděla a byla vedoucí producentkou dětského televizního programu Faerie Tale Theater. V letech 1982-86 hrála v sedmi dílech seriálu. Po prvním dílu programu, ve které hráli Robin Williams a Teri Garr, Duvallová produkovala další díly v celkové délce 27 hodin. V roce 1985 vytvořila Tall Tales & Legends, další seriál, který obsahoval adaptace amerických lidových pohádek. Stejně jako v případě Faerie Tale Theatre hráli v seriálu známí hollywoodští herci a Duvallová vystupovala jako moderátorka, vedoucí producentka a příležitostná hostující hvězda. Seriál měl devět dílů a získal Duvallové nominaci na Emmy .
V době, kdy Duvallová produkovala divadlo Faerie Tale Theater, měla ztvárnit hlavní roli ve filmové adaptaci Toma Robbinse I na kovbojky občas padne smutek (v originále Even Cowgirls Get the Blues). Měli zde hrát Mick Jagger, Jerry Hall, Cindy Hall a Sissy Spacek. Projekt měl ale zpoždění a když byl v roce 1993 konečně dokončen, měl úplně jiné obsazení. Duvallová ztvárnila také role ve filmech a televizních seriálech: matku chlapce, jehož psa srazilo auto v krátkém filmu Tima Burtona Frankenweenie (1984), a Lauru Burroughs ve filmu Booker (1984), životopisném televizním krátkém filmu založeném na životním příběhu Bookera T. Washingtona v režii Stana Lathana. Dále se Duvallová objevila v jednom dílu seriálu The Twilight Zone jako osamělá a plachá žena, která dostane zprávu od létajícího talíře. Zahrála si také přítelkyni postavy Steva Martina v komedii Roxanne (1987).

#### Think Entertainment
V roce 1988 založila Duvallová novou produkční společnost nazvanou Think Entertainment pro tvorbu programů a televizních filmů pro kabelové kanály. Vytvořila Nightmare Classics (tj. „Klasické noční můry“) (1989), třetí řadu antologie, která obsahovala adaptace známých hororových příběhů od autorů včetně Edgara Allana Poea. Na rozdíl od předchozích dvou řad byla Nightmare Classics zaměřena na dospívající a dospělé publikum. Byla to nejméně úspěšná řada, kterou Duvallová produkovala, a měla pouze čtyři díly. V roce 1991 Duvallová ztvárnila Jenny Wilcoxovou, manželku Charlieho Wilcoxe (Christopher Lloyd) v akčním dobrodružném filmu Hulka Hogana Suburban Commando (tj. „Příměstské komando“). V říjnu téhož roku vydala dva kompaktní disky Hello, I'm Shelley Duvall. . . Sweet Dreams (tj. „Ahoj, jsem Shelley Duvall. . . Sladké sny“) na kterém zpívá ukolébavky a Hello, I'm Shelley Duvall. . . Merry Christmas (tj. „Ahoj, jsem Shelley Duvall. . . Veselé vánoce“), kde zpívá vánoční písně. O rok později se Duvallová objevila jako host v televizním seriálu LA Law (tj. „Zákon LA“) jako Margo Stantonová, majitelka a chovatelka výstavních psů. V roce 1990 hrála Little Bo Peep v Mother Goose Rock 'n' Rhyme.

### 1992–2002
V roce 1992 se Think Entertainment připojila k nově vzniklé Universal Family Entertainment, aby vytvořila čtvrtou řadu původního seriálu Shelley Duvall's Bedtime Stories (tj. „Pohádky na dobrou noc od Shelley Duvallové“), která obsahovala animované adaptace dětských pohádkových knih se slavnými vypravěči a vynesla jí druhou nominaci na cenu Emmy. Duvallová produkovala pátou řadu, Mrs. Piggle Wiggle, a v roce 1993 Think Entertainment prodala a jako producentka odešla do důchodu. Následně se objevila jako marnivá, přehnaně přátelská, ale neškodná hraběnka Gemini, sestra vypočítavého Gilberta Osmonda (John Malkovich), v adaptaci románu Henryho Jamese Portrét dámy (v originále The Portrait of a Lady) od Jane Campion z roku 1996. O rok později si zahrála blaženou jeptišku v komediálním filmu Changing Habits (tj. „Změna návyků“) a uhrančivou, vražednou majitelku pštrosí farmy ve čtvrtém celovečerním filmu Guye Maddina Twilight of the Ice Nymphs (tj. „Soumrak ledových nymf“). Ve stejném roce si zahrála důvěřivou manželku postavy Chrise Coopera, která touží po lepším životě v televizním filmu Hortona Foota Alone (tj. „Sama“).
Duvallová pokračovala ve filmových a televizních vystoupeních během konce devadesátých let. V roce 1998 hrála paní Jackson v komedii Home Fries (tj. „Domácí hranolky“) a Gabby v dětském filmu Casper Meets Wendy (tj. „Casper se seznamuje s Wendy“). Ke konci dekády se vrátila k hororovému žánru menší rolí ve filmech Tale of the Mummy (tj. „Příběh o mumii“) (1998), kde si zahrála s Christopherem Leem a Gerardem Butlerem, a The 4th Floor (tj. „4. patro“) (1999), kde hrála s Juliette Lewis. V roce 2000 přijala Duvallová menší role, mimo jiné jako matka postavy Matthewa Lawrence v hororové komedii Boltneck (2000) a jako teta Haylie Duff v nezávislém rodinném filmu Dreams in the Attic (tj. „Sny v podkroví“), který koupil Disney Channel, ale film nebyl nikdy uveden. Po malé roli v nezávislém filmu Manna from Heaven (tj. „Manna z nebe“) z roku 2002 si Duvallová dala delší pauzu od herectví a veřejného života.

### 2022–2024: Návrat k herectví
Po 20leté odmlce Duvallová v říjnu 2022 oznámila, že se vrácí k herectví v nezávislém hororovém thrilleru The Forest Hills, který napsal a režíruje Scott Goldberg a v němž si zahrají Edward Furlong, Chiko Mendez a Dee Wallace. Film je o muži (Mendez) trýzněném nočními můrami po úrazu hlavy v Catskill Mountains.

## Filmografie
| Rok  | Název filmu                                                    | Role                        | Poznámka    | Ref.   |
| ---- | -------------------------------------------------------------- | --------------------------- | ----------- | ------ |
| 1970 | Brewster McCloud                                               | Suzanne Davis               |             | [ 35 ] |
| 1971 | McCabe & Mrs. Miller                                           | Ida Coyle                   |             | [ 35 ] |
| 1974 | Thieves Like Us                                                | Keechie                     |             | [ 35 ] |
| 1975 | Nashville                                                      | Martha / L.A. Joan          |             | [ 35 ] |
| 1976 | Buffalo Bill and the Indians, or Sitting Bull's History Lesson | paní Grover Cleveland       |             | [ 35 ] |
| 1977 | 3 Women                                                        | Mildred "Millie" Lammoreaux |             | [ 35 ] |
| 1977 | Annie Hall                                                     | Pam                         |             | [ 35 ] |
| 1980 | The Shining                                                    | Wendy Torrance              |             | [ 35 ] |
| 1980 | Popeye                                                         | Olive Oyl                   |             | [ 35 ] |
| 1981 | Time Bandits                                                   | Pansy                       |             | [ 36 ] |
| 1984 | Frankenweenie                                                  | Susan Frankenstein          | krátký film | [ 37 ] |
| 1984 | Booker                                                         | Laura Burroughs             | krátký film | [ 28 ] |
| 1987 | Roxanne                                                        | Dixie                       |             | [ 35 ] |
| 1991 | Suburban Commando                                              | Jenny Wilcox                |             | [ 35 ] |
| 1995 | The Underneath                                                 | zdravotní sestra            |             | [ 38 ] |
| 1996 | The Portrait of a Lady                                         | hraběnka Gemini             |             | [ 39 ] |
| 1997 | Changing Habits                                                | sestra Agatha               |             | [ 40 ] |
| 1997 | Twilight of the Ice Nymphs                                     | Amelia Glahn                |             | [ 41 ] |
| 1997 | My Teacher Ate My Homework                                     | paní Fink                   |             | [ 42 ] |
| 1998 | Tale of the Mummy                                              | Edith Butros                |             | [ 43 ] |
| 1998 | Casper Meets Wendy                                             | Gabby                       |             | [ 44 ] |
| 1998 | Home Fries                                                     | paní Jackson                |             | [ 35 ] |
| 1999 | The 4th Floor                                                  | Martha Stewart              |             | [ 45 ] |
| 1999 | Boltneck                                                       | paní Stein                  |             | [ 46 ] |
| 2000 | Dreams in the Attic                                            | Nellie                      | neuvedeno   | [ 47 ] |
| 2002 | Manna from Heaven                                              | detective Dubrinski         |             | [ 35 ] |
|      | The Forest Hills                                               | Ricova matka                |             | [ 35 ] |

## Ceny a nominace
| Rok  | Cena                                     | Kategorie                                                          | Dílo                                                              | Výsledek  |
| ---- | ---------------------------------------- | ------------------------------------------------------------------ | ----------------------------------------------------------------- | --------- |
| 1977 | Filmový festival v Cannes                | Nejlepší herečka                                                   | 3 Women                                                           | vítězství |
| 1977 | Asociace filmových kritiků v Los Angeles | Nejlepší herečka                                                   | 3 Women                                                           | vítězství |
| 1977 | Národní společnost filmových kritiků     | Nejlepší herečka                                                   | 3 Women                                                           | 2. místo  |
| 1977 | Kruh filmových kritiků v New Yorku       | Nejlepší herečka                                                   | 3 Women                                                           | 2. místo  |
| 1978 | Filmová cena Britské akademie            | Nejlepší herečka v hlavní roli                                     | 3 Women                                                           | nominace  |
| 1984 | Peabody Award                            | Peabody Award                                                      | Faerie Tale Theatre                                               | vítězství |
| 1988 | Primetime Emmy Awards                    | Vynikající dětský program                                          | Tall Tales and Legends                                            | nominace  |
| 1992 | Primetime Emmy Awards                    | Vynikající animovaný program (pro program kratší než jednu hodinu) | Shelley Duvall's Bedtime Stories                                  | nominace  |
| 1998 | Cena Gemini                              | Nejlepší herecký výkon v roli hosta v dramatickém seriálu          | The Adventures of Shirley Holmes: "The Case of the Wannabe Witch" | nominace  |
| 2019 | Kruh ženských filmových kritiků          | Cena za celoživotní dílo                                           | Cena za celoživotní dílo                                          | nominace  |
| 2020 | Texas Film Award                         | Texas Film Hall of Fame                                            | Texas Film Hall of Fame                                           | uvedení   |